# Džang Čing
Džang Čing, kitajska političarka in igralka, * 19. marec 1914, Žučeng, Republika Kitajska, † 14. maj 1991, Peking, Ljudska republika Kitajska.
Bila je četrta in zadnja žena kitajskega predsednika Maa Cetunga, ustanovitelja LR Kitajske. Bila je tudi članica komunistične partije Kitajske. Kot Maova žena je imela pomembno vlogo v kitajski politiki, zaradi česar je Džang dobila ime Madame Mao (gospodična Mao).
Džang je bila v štiridesetih letih dvajsetega stoletja Maova osebna sekretarka, v petdesetih pa je bila vodja filmskega oddelka propagandnega ministrstva komunistične partije. V zgodnjih fazah kulturne revolucije je služila kot pomembna odposlanka Maa. Leta 1966 je bila imenovana za namestnico direktorja Skupine za kulturno revolucijo. V sodelovanju z Lin Bjaom je spodbujala Maovo edinstveno različico komunistične ideologije in Maovega kulta osebnosti. Na vrhuncu kulturne revolucije je imela Džang pomemben vpliv na državne zadeve, zlasti na področju kulture in umetnosti, na propagandnih plakatih pa je bil idolizirana kot »velika zastavonoša proletarske revolucije«. Leta 1969 je Džang dobila sedež v politbiroju.
Leta 1971 je Džang postala članica in vodja »Tolpe štirih«, skupine, ki je do Maove smrti nadzirala številne politične institucije v državi. Po moževi smrti leta 1976 so Tolpo štirih vključno z Džangovo aretirali in označili za protirevolucionarno kliko. Leta 1981 so jo zaradi zločinov, storjenih med kulturno revolucijo, obsodili na smrtno kazen, vendar je sodišče pozneje to spremenilo v dosmrtno ječo. Leta 1991 so jo zaradi zdravstvenih razlogov izpustili iz zapora, nakar je v bolnišnici storila samomor z obešenjem.